# Singly na prvním místě v roce 1994 (USA)
Jedničky hitparády Hot 100 za rok 1994 podle časopisu Billboard.
| Datum vydání | Píseň                     | Umělec                            |
| 1. leden     | Hero                      | Mariah Carey                      |
| 8. leden     | Hero                      | Mariah Carey                      |
| 15. leden    | Hero                      | Mariah Carey                      |
| 22. leden    | All for Love              | Bryan Adams / Rod Stewart / Sting |
| 29. leden    | All for Love              | Bryan Adams / Rod Stewart / Sting |
| 5. únor      | All for Love              | Bryan Adams / Rod Stewart / Sting |
| 12. únor     | The Power of Love         | Céline Dion                       |
| 19. únor     | The Power of Love         | Céline Dion                       |
| 26. únor     | The Power of Love         | Céline Dion                       |
| 5. březen    | The Power of Love         | Céline Dion                       |
| 12. březen   | The Sign                  | Ace of Base                       |
| 19. březen   | The Sign                  | Ace of Base                       |
| 26. březen   | The Sign                  | Ace of Base                       |
| 2. duben     | The Sign                  | Ace of Base                       |
| 9. duben     | Bump n' Grind             | R. Kelly                          |
| 16. duben    | Bump n' Grind             | R. Kelly                          |
| 23. duben    | Bump n' Grind             | R. Kelly                          |
| 30. duben    | Bump n' Grind             | R. Kelly                          |
| 7. květen    | The Sign                  | Ace of Base                       |
| 14. květen   | The Sign                  | Ace of Base                       |
| 21. květen   | I Swear                   | All-4-One                         |
| 28. květen   | I Swear                   | All-4-One                         |
| 4. červen    | I Swear                   | All-4-One                         |
| 11. červen   | I Swear                   | All-4-One                         |
| 18. červen   | I Swear                   | All-4-One                         |
| 25. červen   | I Swear                   | All-4-One                         |
| 2. červenec  | I Swear                   | All-4-One                         |
| 9. červenec  | I Swear                   | All-4-One                         |
| 16. červenec | I Swear                   | All-4-One                         |
| 23. červenec | I Swear                   | All-4-One                         |
| 30. červenec | I Swear                   | All-4-One                         |
| 6. srpen     | Stay (I Missed You)       | Lisa Loeb a Nine Stories          |
| 13. srpen    | Stay (I Missed You)       | Lisa Loeb a Nine Stories          |
| 20. srpen    | Stay (I Missed You)       | Lisa Loeb a Nine Stories          |
| 27. srpen    | I'll Make Love to You     | Boyz II Men                       |
| 3. září      | I'll Make Love to You     | Boyz II Men                       |
| 10. září     | I'll Make Love to You     | Boyz II Men                       |
| 17. září     | I'll Make Love to You     | Boyz II Men                       |
| 24. září     | I'll Make Love to You     | Boyz II Men                       |
| 1. říjen     | I'll Make Love to You     | Boyz II Men                       |
| 8. říjen     | I'll Make Love to You     | Boyz II Men                       |
| 15. říjen    | I'll Make Love to You     | Boyz II Men                       |
| 22. říjen    | I'll Make Love to You     | Boyz II Men                       |
| 29. říjen    | I'll Make Love to You     | Boyz II Men                       |
| 5. listopad  | I'll Make Love to You     | Boyz II Men                       |
| 12. listopad | I'll Make Love to You     | Boyz II Men                       |
| 19. listopad | I'll Make Love to You     | Boyz II Men                       |
| 16. listopad | I'll Make Love to You     | Boyz II Men                       |
| 3. prosinec  | On Bended Knee            | Boyz II Men                       |
| 10. prosinec | On Bended Knee            | Boyz II Men                       |
| 17. prosinec | Here Comes the Hotstepper | Ini Kamoze                        |
| 24. prosinec | Here Comes the Hotstepper | Ini Kamoze                        |
| 31. prosinec | On Bended Knee            | Boyz II Men                       |